# Jean André Buchold
Jean André Buchold, dit Bucholtz né le 4 décembre 1729 à Lohr (Allemagne), mort guillotiné le 29 mars 1794 à Arras (Pas-de-Calais), est un général de brigade de la Révolution française.

## États de service
Il entre en service en 1745, comme cavalier dans le régiment de Schomberg dragons, il devient maréchal des logis en 1753, et en 1761, il passe dans le Régiment de Bulkeley. De 1778 à 1783, il participe à la guerre d'indépendance des États-Unis. Il est nommé porte drapeau en 1779, sous-lieutenant en 1781, lieutenant en second en 1782, et lieutenant en premier en 1785. Il est fait chevalier de Saint-Louis en 1788.
Le 7 septembre 1791, il devient lieutenant-colonel en chef du 1er bataillon de volontaires du Nord, et commandant temporaire de Doullens le 30 septembre 1793.
Il est promu général de brigade le 1er brumaire an II (22 octobre 1793), et il est condamné à mort par le tribunal révolutionnaire d’Arras et guillotiné le 29 mars 1794.

## Sources
- (en) « Generals Who Served in the French Army during the Period 1789 - 1814: Eberle to Exelmans »
- G. Dumont, Bataillons de volontaires nationaux (cadres et historiques), Paris, Charles Lavauzelle, 1914, 494 p. (lire en ligne), p. 232-379.
- Léon Hennet, Etat militaire de France pour l’année 1793, Siège de la société, Paris, 1903, p. 333.
- http://www.archivesnationales.culture.gouv.fr/chan/chan/pdf/sm/PV1ind1.pdf